# 大花捕蟲堇
大花捕蟲堇（學名：Pinguicula grandiflora），為狸藻科捕蟲堇屬的食肉植物。是生長於寒帶的捕蟲堇。然而在栽培上，卻是溫帶或高緯度的高山品種中比較耐熱的。
种名grandiflora意为“大花的”。

## 外部連結
维基共享资源上的相關多媒體資源：大花捕蟲堇
- （中文） 多看他們兩眼吧 - 塔內植物園 大花捕蟲堇的幼苗
- （英文） Pinguicula grandiflora（页面存档备份，存于） 大花捕蟲堇的介紹
- （英文） P. g. f. chionopetra（页面存档备份，存于） 大花捕蟲堇chionopetra型的詳細介紹
- （英文） P. g. f. pallida（页面存档备份，存于） 大花捕蟲堇pallida型的詳細介紹
- （英文） P. g. ssp. rosea（页面存档备份，存于） 大花捕蟲堇rosea亞種的詳細介紹

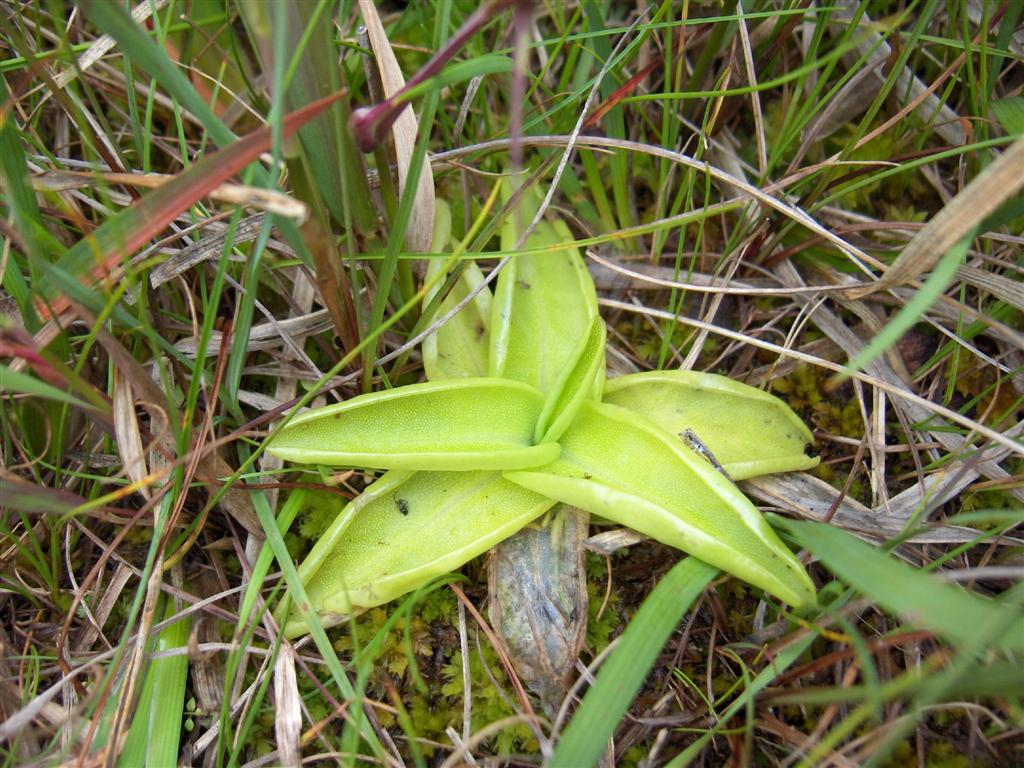
棲息於愛爾蘭基拉妮國家公園的大花捕蟲堇